# Loriolia
Loriolia is een geslacht van uitgestorven zee-egels uit de familie Emiratiidae.

## Soorten
- Loriolia clarki Cooke, 1946 †
- Loriolia inaequalis †
- Loriolia rosana Cooke, 1946 †